# Raja cervigoni
Raja cervigoni és una espècie de peix de la família dels raids i de l'ordre dels raïformes.

## Morfologia
- Els mascles poden assolir 50 cm de longitud total.[4][5]

## Reproducció
És ovípar i els ous tenen com a banyes a la closca.

## Hàbitat
És un peix marí, de clima tropical i demersal que viu entre 30–180 m de fondària.

## Distribució geogràfica
Es troba a l'oceà Atlàntic occidental central: Colòmbia, Veneçuela i Trinitat i Tobago.

## Observacions
És inofensiu per als humans.